# Vårdslöshet mot borgenärer
Vårdlöshet mot borgenärer, brott enligt svensk lag.
I brottsbalken 11 kap 3 § står:
"Den som, när han är på obestånd eller när påtaglig fara föreligger för att han skall komma på obestånd, fortsätter rörelse under förbrukande av avsevärda medel utan motsvarande nytta för rörelsen eller lever slösaktigt eller inlåter sig på äventyrligt företag eller lättsinnig ansvarsförbindelse eller vidtar annan sådan åtgärd och därigenom uppsåtligen eller av grov oaktsamhet försämrar sin förmögenhetsställning i avsevärd mån, döms för vårdslöshet mot borgenärer till fängelse i högst två år. Vad som nu sagts skall gälla även om gärningsmannen inte insåg men hade skälig anledning anta att han var på obestånd eller att påtaglig fara förelåg för att han skulle komma på obestånd."